# Scinax rostratus
A Scinax rostratus a kétéltűek (Amphibia) osztályának békák (Anura) rendjébe és a levelibéka-félék (Hylidae) családjába tartozó faj.

## Előfordulása
A faj Kolumbiában, Guyanában, Panamában, Suriname-ban, Venezuelában és valószínűleg Brazíliában él. Természetes élőhelye a szubtrópusi vagy trópusi száraz erdők, nedves szavannák, édesvizű mocsarak, időszaki édesvizű mocsarak, legelők, kertek, lepusztult erdők. A fajt élőhelyének elvesztése fenyegeti.